# Avenue de Waha
 (signalé en août 2025).
Si vous disposez d'ouvrages ou d'articles de référence ou si vous connaissez des sites web de qualité traitant du thème abordé ici, merci de compléter l'article en donnant les références utiles à sa vérifiabilité et en les liant à la section « Notes et références ».
- Archive Wikiwix
- Bing
- Cairn
- DuckDuckGo
- E. Universalis
- Gallica
- Google
- G. Books
- G. News
- G. Scholar
- Persée
- Qwant
- (zh) Baidu
- (ru) Yandex
- (wd) trouver des œuvres sur Wikidata

 (août 2025).
Motif : Rue sans notoriété évidente. Sources secondaires semblent absentes.
- Archive Wikiwix
- Bing
- Cairn
- DuckDuckGo
- E. Universalis
- Gallica
- Google
- G. Books
- G. News
- G. Scholar
- Persée
- Qwant
- (zh) Baidu
- (ru) Yandex
- (wd) trouver des œuvres sur Wikidata

| 1. | Préciser le motif de la pose du bandeau. | Précisez le motif de la pose du bandeau en utilisant la syntaxe suivante : {{admissibilité à vérifier\|date=août 2025\|motif=remplacez ce texte par le motif}}                      |
| 2. | Informer les utilisateurs concernés.     | Pensez à avertir le créateur de l'article, par exemple, en insérant le code ci-dessous sur sa page de discussion : {{subst:avertissement admissibilité à vérifier\|Avenue de Waha}} |

Pour les articles homonymes, voir Waha (homonymie).
L'avenue de Waha est une rue bruxelloise de la commune d'Auderghem.

## Situation et accès
Cette rue longue de 200 mètres relie le rond-point du Souverain avec la rue du Vieux Moulin.

## Origine du nom
Elle porte le nom de François de Waha (1839-1900), second bourgmestre de la commune. 
Waha ne renvoie donc pas à la localité luxembourgeoise de Waha, mais aucun prénom n'est cependant spécifié.

## Historique
Cette rue est un fragment d'une voie plus importante reprise sur la carte de Van Werden (1659) et celle de de Ferraris (1771). Jadis, le chemin allait de manière ininterrompue de Valduchesse située à l'actuelle rue du Vieux Moulin jusqu'à la route de Bruxelles et plus loin encore, vers Watermael.
L'Atlas des Communications Vicinales (1843) lui attribue le n° 6 et le nom Schapenputstraet. 
Le 5 juin 1874, il devint l'« avenue Henri de Brouckère ».
Avec l'aménagement du parc de Woluwe et du boulevard du Souverain, le tronçon outre-boulevard allait se voir appeler « avenue de Waha »
Les travaux du boulevard du Souverain entraînèrent la démolition des rares immeubles bâtis sur cette partie du chemin.